# Quilcatacta
Quilcatacta es un centro poblado ubicado en el distrito de Ulcumayo, provincia de Junín, en el departamento de Junín, Perú. Se encuentra en la sierra central del país.

## Historia
El 3 de enero de 1940, la Municipalidad del Centro Poblado de Quilcatacta obtuvo el reconocimiento oficial como comunidad indígena a través de una resolución suprema, marcando un hito significativo en la historia de Quilcatacta y formalizando su estatus como tal en Perú.
Posteriormente, el 10 de diciembre de 1986, se estableció la Municipalidad del Centro Poblado de Quilcatacta mediante la resolución municipal Nº 665-86-MPJ, respondiendo al deseo de la comunidad de contar con una entidad local que pudiera atender sus necesidades específicas.
Mediante la Ordenanza Nº 016-2005-MPJ/A, la municipalidad se ajustó a la Ley Orgánica de Municipalidades Nº 27972, asegurando el cumplimiento de las regulaciones aplicables a las municipalidades en Perú.
Adicionalmente, la Ordenanza Municipal N° 11-2023-MPJ/CM, emitida el 3 de junio de 2023, adecuó la Municipalidad del Centro Poblado de Quilcatacta al marco establecido por la Ley N° 31079. Esta última adaptación demuestra el compromiso constante de la municipalidad con la actualización y el cumplimiento de las leyes y regulaciones vigentes.
El 18 de julio de 2023, la Municipalidad del Centro Poblado de Quilcatacta presentó un nuevo escudo de la localidad.

## Autoridades

### Alcaldes
- Albino Ventocilla Puris (2003-2006)
- Alfonso Ventocilla Condor (2023-2026)

## Geografía y ubicación
Quilcatacta es un centro poblado ubicado en el distrito de Ulcumayo, en la provincia y departamento de Junín, en Perú. Se encuentra a una altitud aproximada de 3975 metros sobre el nivel del mar. Se sitúa a más de 5 kilómetros de la sede del distrito, Ulcumayo, y a una distancia de más de 48 kilómetros de la capital de la provincia, Junín.
Quilcatacta se halla en un valle rodeado por grandes montañas, por lo que suele practicarse el senderismo y una amplia variedad de actividades al aire libre. La zona es conocida por su biodiversidad.

### Límites geográficos
Quilcatacta limita geográficamente de la siguiente manera:
- Al norte, con el distrito de Carhuamayo.
- Al este, con el distrito de Ulcumayo.
- Al sur, con el centro poblado de Chucuain.
- Al oeste, con el centro poblado de Shogue.

### División administrativa

#### Anexos
- Ullupan
- Hornomachay
- San Pedro de Shacpan

#### Barrios
- La Florida
- Jatun cancha
- Quichamachay
- Fundo Cullpu Ucro
- tupac amaru
- cordillera
- cristales
- caseres

## Cultura y tradiciones
Los habitantes de Quilcatacta mantienen sus tradiciones culturales en la vida comunitaria. La música, la danza y la artesanía son aspectos significativos de su cultura. Quilcatacta lleva a cabo festividades en honor a la Virgen de Fátima durante mayo, siendo el 13 de mayo el día principal de celebración.
Además, anualmente, Quilcatacta conmemora su aniversario del 11 al 15 de diciembre. Durante este período, los habitantes participan en diversas festividades y eventos que resaltan la historia y la identidad cultural del lugar. La música y la danza son elementos esenciales en estas celebraciones, y los trajes coloridos y las expresiones artísticas son parte integral de las festividades.

## Economía
La economía de Quilcatacta se centra en la agricultura y la ganadería. Los residentes cultivan diversos productos como papas, ocas y mashuas, tanto para su consumo como para la venta en los mercados locales. La cría de ganado bovino y ovino también es un pilar económico importante en la región.

## Centros Educativos
- Primaria: IE Ricardo Palma
- Secundaria: IE Andrés Bello López.